# Gladys del Estal
Gladys del Estal Ferreño est une militante écologiste espagnole. Elle a été tuée par une balle tirée par la Garde Civile lors d'une manifestation à Tudela contre le programme de construction de la Centrale nucléaire de Lemoiz . Elle est devenue une icône du mouvement écologiste.

## Biographie
Gladys del Estal est née au Venezuela de parents espagnols exilés pendant la Guerre d'Espagne (1936-1939). Sa famille est ensuite rentrée en Espagne et s'est installée à Egia quartier de Saint-Sébastien. Elle est membre du mouvement écologiste d'Egia.
Elle a fait ses études à la Faculté d'Informatique de l'Université du Pays Basque, elle est diplômée en 1978. Elle travaille dans une petite entreprise d'informatique.

### Mort
Le mouvement antinucléaire a appelé une manifestation le 3 juin 1979 à Tudela, convergeant avec une autre contre le champ de tir de Bardenas. La Garde civile a pris position à Tudela et a chargé les 4 000 manifestants qui se sont rendus à la manifestation. Un certain nombre d'entre eux, dont Gladys, ont décidé de s'asseoir sur un pont contre la répression. Une escouade de la Garde civile s'est approchée, l'un d'eux avec un fusil automatique, a tiré dans la nuque de la jeune militante, causant sa mort immédiate.
L'auteur du coup de feu a été jugé et a été condamné à 18 mois d'emprisonnement en décembre 1981 pour "mise en danger imprudente", le tribunal de Pampelune ayant jugé son action "non intentionnelle". Au contraire, des collègues militants écologistes qui préfèrent rester anonymes affirment que l'officier José Martínez Salas lui a adressée un commentaire obscène auquel elle a répondu. L'officier a répliqué en lui tirant dessus.
Le gouvernement du premier ministre espagnol Felipe Gonzalez, a ensuite décoré le tireur de la Croix du Mérite Militaire.

## Postérité

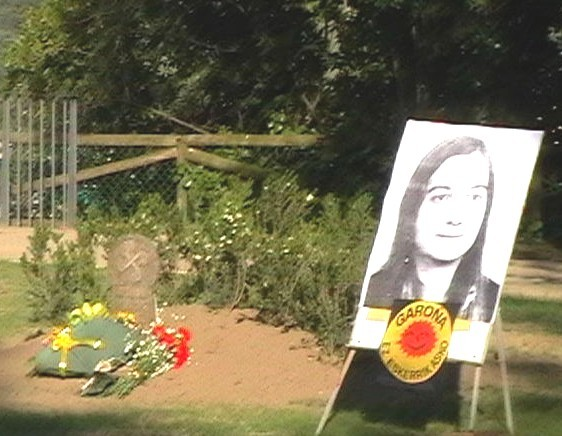
Hommage à Gladys del Estal

En 1980, un premier mémorial a été érigé en souvenir de Gladys del Estal sur le site où elle a été tuée lors d'une manifestation organisée par l'ETA. Il a été enlevé par la garde civile.
Elle a un mémorial dans le parc Cristina Enea à Donostia (Saint-Sébastien) installé en 2017, un hommage a été organisé sur le site de son mémorial. Un pont piétons dans la ville porte également son nom.